# Herb gminy Bojanów
Herb gminy Bojanów – jeden z symboli gminy Bojanów, ustanowiony 31 lipca 2009.

## Wygląd i symbolika
Herb przedstawia na tarczy koloru czerwonego złoty róg z czarnym nawiązaniem, przewieszony na skrzyżowanych złotych strzałach (symbol tradycji myśliwskich) i nawieszoną na niego złotą koronę (nawiązanie do wielowiekowej własności królewskiej). 